# Fred Alten
Fred Alten, eigentlich Edmund Stockmeyer(-Lübken) (* 4. März 1913 in Hamburg; † 22. Mai 1981 in Basel), war ein deutscher Dramaturg und Übersetzer dramatischer Werke aus dem Serbokroatischen.

## Leben
Edmund Stockmeyer machte eine Musikausbildung in Köln und Bremen. Mit erst 22 Jahren wurde er 1935 Dramaturg am Schauspielhaus Bremen. Wohl in dieser Funktion (damals war der Dramaturg noch „Hausübersetzer“ eines Theaters) übersetzte er in Bremen eine Reihe kroatischer Bühnenwerke von Milan Begović, Geno Senečić und Marin Držić, die aber kaum in Bremen selbst aufgeführt wurden. Von Begović übersetzte er die Schauspiele Das Mädchen aus Vrlika, Herzen im Sturm und Die Sünderin, ferner die Komödie Die fremde Yacht, von Senečić die Komödien Väterchen Stanić, Das Schauspielerheim und Logarithmen und Liebe.
Seine Übersetzung von Marin Držićs Komödie Dundo Maroje wurde 1942 (zunächst als Die verlorenen Dukaten, später als Vater Marojes Dukaten) zum ersten Mal gedruckt, aber erst am 15. April 1963 im Vorarlberger Landestheater in Bregenz uraufgeführt. Es handelte sich dabei um die erste deutsche Übersetzung und Aufführung eines Werks des „kroatischen Shakespeares“ überhaupt. 1965 wurde Altens Übertragung auch im Stadttheater Basel, 1967 im Stadttheater Saarbrücken und 1982 an den Schloss-Spielen Kobersdorf gezeigt. 1961 und 1973 entstanden Hörspiele nach seiner Übersetzung unter dem Titel Onkel Marojes Dukaten.

Seine Neuübersetzung von Georges Feydeaus Hauptwerk Der Floh im Ohr war ebenfalls sehr erfolgreich. Sie wurde am 13. Dezember 1941 im Volkstheater Wien erstaufgeführt. Am 10. Februar 1969 wurde sie im Stadttheater Bern unter Regie von Emil Stöhr wiederaufgenommen und ferner 1972 am Stadttheater Basel unter Niels-Peter Rudolph und 1977 am Schauspielhaus Zürich unter Fritz Zecha inszeniert. 

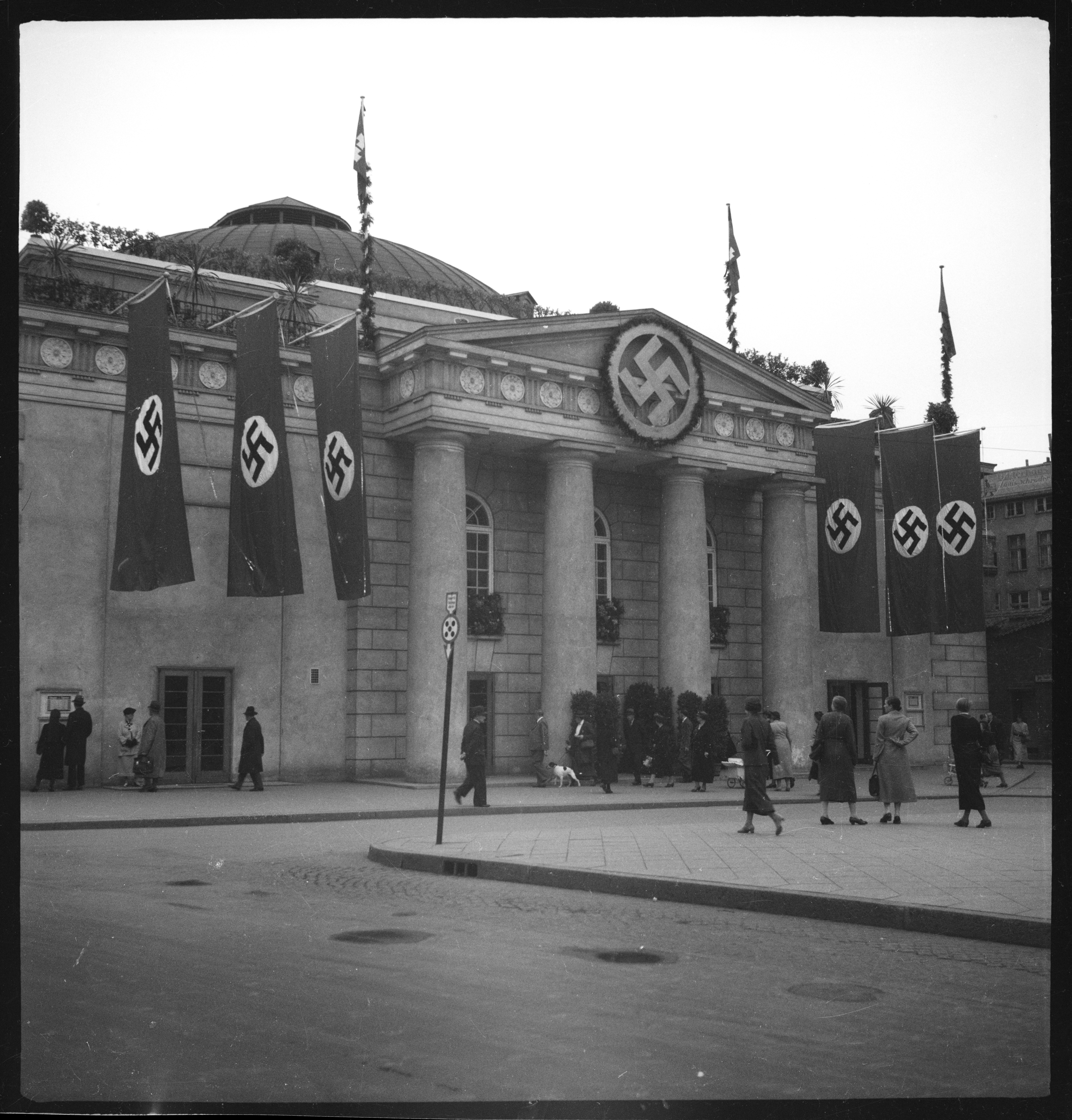
Das Staatstheater Danzig unter nationalsozialistischer Herrschaft

Mitten im Zweiten Weltkrieg ging Stockmeyer 1943 als Dramaturg ans Staatstheater Danzig und nahm hier das Pseudonym „Fred Alten“ an. Das Engagement war von kurzer Dauer. Am 16. Juli 1944 wurde mit Nico Dostals Operette Manina die letzte Aufführung gegeben, danach wurde das Theater zerstört. Im Frühjahr 1945 nahm die Rote Armee Danzig ein.
Alten ging nach Baden-Württemberg, wo er ab 1944 an verschiedenen Schauspielhäusern als Dramaturg wirkte: 1944–1950 am Städtischen Schauspielhaus Stuttgart, 1950/51 an den Städtischen Bühnen Heidelberg und 1951–1955 am Theater Baden-Baden.
1955 berief ihn Hermann Wedekind als Chefdramaturgen ans Stadttheater Basel, wo er mit einem Unterbruch bis 1974 tätig war und sich durch Begleitveranstaltungen zum Spielplan verdient machte. Er hielt zahlreiche literaturgeschichtliche Vorträge in der Stadt (1968 etwa eine Rede zum 70. Geburtstag von Bertolt Brecht), außerdem gab er Opernkurse an der Klubschule Migros. 1963 wurde unter seiner Ägide Rolf Hochhuths Skandalstück Der Stellvertreter in Basel gegeben. Bei einem Gastspiel in Aarau kam es am 31. Oktober zu Ausschreitungen von katholischer Seite und einem Polizeieinsatz. Fred Alten nahm daraufhin am 5. November an einem „Ausspracheabend“ teil.
Zwischen 1968 und 1971 war Alten in Jugoslawien tätig. Er war dramaturgischer Berater am Schauspielhaus Belgrad und Gastdozent an der Universität Belgrad und der Universität Zagreb. 1974 ging er in Pension und starb 1981 mit 68 Jahren in Basel.
Fred Alten war mit Margret Lübken verheiratet.

## Werke

### Übersetzungen
Fred Alten fertigte folgende deutsche Bühnenbearbeitungen an. Es werden jeweils die frühesten nachweisbaren Aufführungen, in Klammern eventuelle Drucke, angegeben.
- Milan Begović: Das Mädchen aus Vrlika. Schauspiel in vier Akten, Städtische Bühnen Breslau, 1939 (Berlin 1940)
- Milan Begovič: Herzen im Sturm. Schauspiel, Deutsches Nationaltheater Weimar, 1940 (Hamburg 1949)
- Milan Begovič: Die fremde Yacht. Komödie, Schauspielhaus Bremen und Städtische Bühnen Kiel, 1941
- Geno Senečić: Väterchen Stanić. Schauspiel in drei Akten, Städtische Bühnen Graz und Stettin, 1941 (Leipzig 1942)
- Georges Feydeau: Der Floh im Ohr. Schwank in drei Akten, Volkstheater Wien, 1941[4] (Theater heute. Band 9, Nr. 7, 1968, S. 46–68)
- Milan Begovič: Die Sünderin. Schauspiel in drei Akten, Städtische Bühnen Ulm, 1947 (Leipzig 1943)
- Marin Držić: Die verlorenen Dukaten. Komödie in drei Akten, Vorarlberger Landestheater Bregenz, 1963 (Leipzig 1942; Wien 1955 als Vater Marojes Dukaten)

Von folgenden Übersetzungen sind keine Aufführungen nachweisbar.
- Geno Senečić: Das Schauspielerheim. Komödie in drei Akten (Leipzig 1943)
- Geno Senečić: Logarithmen und Liebe. Optimistische Komödie in drei Akten (Elgg 1960)

### Artikel
- Jugoslawisches Theater. In: Die Tat. 8. April 1961, S. 18 (e-newspaperarchives.ch).